# Obsjtina Mizija
Obsjtina Mizija (bulgariska: Община Мизия) är en kommun i Bulgarien.   Den ligger i regionen Vratsa, i den nordvästra delen av landet, 110 km norr om huvudstaden Sofia.
Obsjtina Mizija delas in i:
- Vojvodovo
- Krusjovitsa
- Lipnitsa
- Sofronievo

Följande samhällen finns i Obsjtina Mizija:
- Mizija

Trakten runt Obsjtina Mizija består till största delen av jordbruksmark. Runt Obsjtina Mizija är det ganska glesbefolkat, med 45 invånare per kvadratkilometer.